# Cimandef (esclave marron)
Pour les articles homonymes, voir Cimendef.
Cimendef, ou Cimandef, est un esclave marron légendaire de l'île de La Réunion.
Esclave en fuite dans l'intérieur sauvage de l'île, il se serait baptisé lui-même Cimendef : « non-esclave » à partir des mots malgaches tsy (non) et andevo (esclave). Il aurait fondé un royaume à l'intérieur de l'île, dans les cirques.

## Postérité
Cimendef est en scène dans les œuvres de plusieurs auteurs réunionnais, notamment par Boris Gamaleya. Dans Vali pour une reine morte, paru en 1988, il l'insère dans toute une dialectique l'opposant à un chasseur de marrons, appelé François Mussard. Ce chef marron est également évoqué dans le roman de Daniel Vaxelaire, Chasseur de Noirs.
Un sommet des Hauts de l'île, entre le cirque naturel de Mafate et celui de Salazie, porte son nom : le Cimandef qui culmine à 2 228 mètres d'altitude, ainsi qu'une médiathèque.
Sa compagne Marianne a laissé son nom à un relief du massif du Piton des Neiges : la crête de la Marianne.